# Пакор Сурена
Пакор — індо-парфянський правитель Арахозії.